# Yasuhito Morishima
Yasuhito Morishima (森島 康仁?, Morishima Yasuhito; Hyogo, 18 settembre 1987) è un ex calciatore giapponese, di ruolo attaccante.